# Midwest Farmer's Daughter
Midwest Farmer's Daughter è il primo album in studio della cantante statunitense Margo Price, pubblicato nel 2016.

## Tracce
1. Hands of Time – 6:10 (Margo Price)
2. About to Find Out – 3:12 (Price, Jeremy Ivey)
3. Tennessee Song – 4:40 (Price, Ivey)
4. Since You Put Me Down – 4:52 (Price, Ivey)
5. Four Years of Chances – 4:33 (Price)
6. This Town Gets Around – 2:55 (Price)
7. How the Mighty Have Fallen – 3:10 (Mark Fredson)
8. Weekender – 4:40 (Price)
9. Hurtin' (On the Bottle) – 4:12 (Price, Fredson, Ivey, Caitlin Rose)
10. World's Greatest Loser – 1:34 (Price, Ivey)
11. Desperate and Depressed – 3:30